# مانوئلا کورمان
مانوئلا کورمان (انگلیسی: Manuela Kormann؛ زادهٔ ۷ دسامبر ۱۹۷۶) ورزشکار کرلینگ اهل سوئیس است.